# Belvedere FC
Belvedere Football Club Association ist ein Sportverein auf der niederländischen Karibikinsel Sint Maarten. Die Fußballabteilung des Vereins spielt in der Sint Maarten Premier League, der höchsten Spielklasse der Insel.

## Geschichte
2020/21 nahm Belvedere FC erstmals an der Sint Maarten Premier League teil und erreichte mit 9 Punkten und 119 Gegentoren Platz 9 (von 10). Im SXMFF League Cup 2021 flog der Verein gleich in der ersten Runde gegen United Super Stars mit 11:1 raus. 2021/22 wurde der Verein mit 3 Punkten auf Platz 7 Letzter. Die historisch beste Platzierung holte Belvedere 2023/24, als man mit 21 Punkten Vizemeister wurde.
Belvedere verfügt auch über eine Frauenfußball-Abteilung, die 2022/23 an der Sint Maarten Women’s League teilnahm.

## Stadion
Die Heimspielstätte des Vereins ist das Raoul Illidge Sports Complex, das eine Kapazität von 3000 Zuschauern hat.